# Calle Bergen (línea Culver)
La Calle Bergen es una estación expresa en la línea Culver del Metro de Nueva York de la B del Independent Subway System (IND). La estación se encuentra localizada en Boerum Hill, Brooklyn entre la Calle Bergen y la Calle Smith. La estación es servida por los trenes del servicio  y .